# Ernst Ruppanner
Ernst Ruppanner (* 29. November 1876 in Marbach SG; † 31. Dezember 1950 in Zürich) war ein Schweizer Arzt.

## Leben und Wirken
Ernst Ruppanner wurde als Sohn des Andreas Ruppanner und der Anna Elisabetha Ruppanner-Surrer in Marbach im St. Galler Rheintal geboren. Er studierte in Basel und erwarb dort 1902 den medizinischen Doktortitel. In der nun folgenden medizinischen Ausbildung wurde er besonders durch Fritz de Quervain, Friedrich Siebenmann, Otto von Herff, Eugen Enderlen und Max Wilms beeinflusst.
Von 1909 bis 1948 war er Chefarzt des Kreisspitals in Samedan, dessen 1913 erfolgten Neubau er initiierte. In Samedan knüpfte er auch internationale Kontakte, so mit Ferdinand Sauerbruch, mit Burghard Breitner und mit Ludolf Krehl.
Im Ersten Weltkrieg war Ruppanner in deutschen Lazaretten tätig. An den Schweizer «Ostfront-Missionen» im Zweiten Weltkrieg war er in der Planung und bei der Durchführung beteiligt.

## Werke (Auswahl)
Ausführliches Werkverzeichnis in: E. Bircher 1951, S. 392.
- Über das leukozytäre Blutbild im Hochgebirge. In: Schweizerische Medizinische Wochenschrift, 1920, S. 105
- Über metastatische Streptokokkenperitonitis. In: Schweizerische Medizinische Wochenschrift, 1922, S. 610
- Über Dornfortsatzbrüche. In: Helvetica Medica Acta, 3 (H. 6) 1936, S. 816–821
- Über Pneumatosis cystica intestinalis. In: Helvetica Medica Acta, 1943, S. 313
- Zur Kasuistik des schnellenden Kniegelenkes. In: Schweizerische Medizinische Wochenschrift, 1947, S. 540